# Teoria del cultiu
La teoria del cultiu és una teoria social que proposa que mentre la gent passi més temps vivint en el món de la televisió, serà més fàcil que creguin que la realitat social s'assembla a la realitat retratada per la televisió.
L'efecte de cultiu proposat per la teoria ocorre només després d'una exposició llarga i cumulativa al televisor.
George Gerbner i Larry Gross de la Universitat de Pennsilvània van ser els primers a desenvolupar aquesta teoria com a part d'una investigació a llarga escala d'un projecte que van denominar «indicadors culturals».
Segons Gerbner, els humans són l'única espècie que viu al món construït per les històries que explica, i el procés d'explicar històries va passar de ser artesanal i inspirat en les comunitats, a ser resultat d'un procés de màrqueting i manufactura elaborat. Tenint com a principal propòsit la identificació dels efectes "cultivats" en els espectadors de la televisió.
El projecte dels indicadors culturals va ser construït en premisses teòriques similars a la teoria crítica (influenciat per Adorno), encara que utilitzant mètodes d'investigació administrativa.

## Context
El projecte d'indicadors culturals de Gerbner té com a punt de partida la convicció que l'anàlisi de contingut tinga una certa significança, enfocant-ho d'una manera crítica i àmplia de factors en lloc de centrar-se en conjunts limitats de missatges. L'objectiu era combinar mètodes empírics amb una vista crítica de les ciències socials, el unir el rigor pràctic amb la teoria conscient de valor.Qüestionar què és el que posa en perill i què preserva la dignitat, la llibertat i els valors culturals dels éssers humans serà per a Gerbner la forma d'apropar a l'estudi de comunicació massiva. Gerbner, Gross, Morgan, & Signorielli van argumentar que la televisió s'havia convertit en el mitjà que més imatges i missatges havia transmès en la història, conreant des de la infància predisposicions i preferències en els espectadors, generant un ambient simbòlic. D'aquesta manera la televisió ha modelat la forma en què la societat pensa i es relaciona, convertint-se en l'eix cultural principal de la nostra societat. L'entorn que sosté i distingeix els humans de l'existència d'altres éssers és l'entorn dels símbols. Demostren com funciona una societat en dramatitzar les seves normes i valors. Són, en essència, part general del sistema de missatges conreats en què s'esperen certes conclusions. Mirar la televisió no només afecta a l'entorn dels símbols sinó també la forma en què s'expliquen les històries, estabilitzant patrons culturals i socials que generen una resistència al canvi.

## Definició
La teoria de cultiu planteja que l'exposició perllongada a la televisió conrea als espectadors a tenir una percepció distorsionada de la realitat. Gerbner i Gross plantegen que "la televisió és un mitjà de sociabilització que promou l'estandardització de rols i comportaments". Enfocant-se en l'estudi de les institucions, els missatges i el públic.

## Hipòtesi
Segons la hipòtesi de Gerbner, "els televidents que veuen més televisió estan més exposats que els que veuen poca a veure el món social molt semblant a com es mostra a la televisió." Els qui proposen la teoria sostenien que hi havia un efecte positiu de la relació entre quanta televisió es veu i les creences sobre la quantitat de violència mostrada, per així creure que la probabilitat de ser "ferit" al "món real" està directament relacionada.
La discussió parteix del fet que tot i que la correlació d'això no és tan alta, els continguts televisius exhorten a una força contínua en la ment del televident, i així influència la manera en què cada individu veu el món. Les oposicions a la hipòtesi argumenten que aquesta relació no existeix i encara que la relació és petita, els coeficients de relació segueixen sent alts. És a dir, la influència només s'efectua en certs casos.

## Realitat percebuda
Per definir la realitat percebuda, es van fer estudis que es divideixen en:
1. Definir la realitat en termes del missatge
2. Enllaçar la realitat percebuda amb el receptor, més que amb el missatge.
3. Construir una definició conceptual de la realitat percebuda.[9] Per això, cal definir els conceptes en termes dels estudis realitzats.

## El missatge
Els estudis estan basats en assumpció que la realitat del missatge resideix en alguna part del missatge mateix i no en els seus receptors. Aquesta perspectiva ignora l'evidència que les persones són individus amb percepcions variades. La percepció de la realitat és un assumpte d'interpretació individual i els efectes del missatge han de ser mesurats en comptes d'assumir que alguns senyals del missatge faran òbvia la realitat per a tots els públics.
La televisió ha esdevingut en un sistema vital per contar històries a la societat.
| «                                                                            | Som les històries que contem. | » |
| — George Gerbner,Against the mainstream/the selected works of George Gerbner |                               |   |

## El receptor
La realitat percebuda és tractada com una actitud que varia a través de les persones en compte de ser una característica del contingut dels mitjans. És a dir, aquesta és interpretada per les persones i no donada pel mitjà transmissor del missatge.
Aquesta teoria ens diu que la realitat percebuda és tractada com a sinònim de la veracitat dels mitjans. El mesurament d'aquesta és conduïda de manera global i unidimensional. Amb això, s'assumeix que els subjectes tenen una opinió resumida de la realitat a través de tots els programes de televisió que veuen.

## Cultiu diferencial
Gerbner i els seus col·laboradors (1996) defineixen el cultiu diferencial com el marge de diferència entre les concepcions de la realitat que elaboren les persones més exposades a la TV en comparació a les menys exposades dins dels mateix subgrups demogràfics (sexe, edat, classe, social, etc.). Per Gerbner existeixen 3 tipus d'espectador depenent del nombre d'hores d'exposició als continguts de televisió: "lleugers" passen una mitjana de 0-2 hores diàries, "mitjans" 2-4 hores diàries i "durs" més de 4 hores diàries.

## Mainstreaming i ressonància
Termes que utilitza Gerbner per descriure els efectes de la televisió.
- 'Mainstreaming' és el terme utilitzat per Gerbner per descriure una conseqüència de l'exposició a la televisió, la creença de què les representacions segons el retrat en la televisió són la norma.
- 'Ressonància'  té lloc quan les experiències personals dels espectadors són congruents amb el qual es veu en el món de la televisió, potenciant l'efecte de cultiu.

## Crítiques a la teoria del cultiu
La majoria dels estudiosos coincideixen en una crítica principal: "la sobre simplificació". El que això vol dir és que, per Gebner, la televisió és l'únic mitjà pel qual l'ésser humà es veu influenciat i no té en compte "la complexitat de la naturalesa humana i les relacions que afecten la vida de les persones." Aquesta teoria deixa de banda variables altament influents en el seu consum televisiu com: "edat, sexe, educació i posició socioeconòmica".
Per exemple, per a Gebner, no existeix la possibilitat de raonament o crítica davant un contingut violent que una persona està consumint de la televisió. Aquesta persona, segons Gebner, no qüestionarà ni intentarà validar el que ha vist, simplement ho creurà i l'acceptarà com la seva realitat vigent. Segons el professor Gabriel Curi, la teoria de Gerbner: "sembla haver oblidat l'experiència que acompanya a cada ésser humà, els seus valors, les seves capacitats de percepció, i les relacions o estímuls que l'afecten".
Unit a aquesta crítica la Universitat de Colorado, identifica altres limitants d'aquesta teoria en tant que no reconeix altres ofertes mediàtiques com a possibles influències de l'ésser humà. Identificant aquestes com: "noticiers, diaris, anuncis, revistes, ràdio, música i pel·lícules documentals, entre d'altres".
Una altra crítica que se li fa a la teoria del cultiu, és que aquesta únicament "es concentra en el temps d'exposició a la televisió i no permet distingir les diverses maneres en què els consumidors interpreten la realitat televisada". La teoria de Gebner no permet identificar i mesurar en quin grau els espectadors accepten com a vàlid el contingut que reben de la televisió.
Segons Joseph Dominick, els individus que veuen la televisió únicament com a mera distracció "semblen més afectats que els que planegen veure-la i estan altament motivats."